# Drenke
Drenke ist ein Ortsteil der Stadt Beverungen im Kreis Höxter, Nordrhein-Westfalen. Drenke liegt etwa 5 km westlich von Beverungen.

## Geschichte
Drenke wurde 1203 erstmals urkundlich erwähnt: Bischof Bernard von Paderborn übereignete Güter an das Kloster Gehrden. Der Ort gehörte bis 1803 zum Stift Corvey und anschließend bis 1807 zum Fürstentum Corvey. Von 1807 bis 1813 bildete Drenke eine Gemeinde im Kanton Beverungen des Departements der Fulda im Königreich Westphalen und fiel dann an Preußen. 1816 kam die Gemeinde zum neuen Kreis Höxter, in dem sie zum Amt Beverungen gehörte.
Nach einer Stiftung im Jahr 1858 zu Gunsten einer Kaplaneistelle wurde 1859 mit dem Bau der katholischen Kirche begonnen. Richtfest war am 29. Oktober 1859 und am 26. Februar die feierliche Einweihung. 1868 wurde eine katholische Schule errichtet, die im April 1939 mit der evangelischen Volksschule, errichtet 1912, zusammengelegt wurde.
Am 1. Januar 1970 wurde Drenke durch das Gesetz zur Neugliederung des Kreises Höxter in die Stadt Beverungen eingemeindet.

## Öffentliche Einrichtungen
Die Löschgruppe Drenke gehört zur Freiwilligen Feuerwehr Beverungen.